# U Pana Boga w ogródku (serial telewizyjny)
U Pana Boga w ogródku – polski serial komediowy z 2008 r. w reżyserii Jacka Bromskiego. Akcja rozgrywa się przede wszystkim w Królowym Moście, Białymstoku, Tykocinie, Supraślu, Wierzchlesiu i Sokółce. Premiera odbyła się 11 października 2008 r. Serial jest rozszerzoną wersją obu filmów: U Pana Boga w ogródku, a następnie U Pana Boga za miedzą.

## Obsada

### Główne role
- Krzysztof Dzierma – proboszcz
- Andrzej Zaborski – Henryk, komisarz policji

### Pozostałe role
- Wojciech Solarz – Marian Cielęcki
- Emilian Kamiński – Jerzy Bocian
- Małgorzata Sadowska – Halinka Struzikowa
- Agata Kryska-Ziętek – Luśka, córka komisarza
- Aleksander Skowroński – ogniomistrz, ojciec komisarza
- Eliza Krasicka – Jadzia, żona komisarza
- Jan Wieczorkowski – Witek
- Janusz Wituch – geodeta Jan Maj
- Łukasz Simlat – agent Stasio
- Zbigniew Konopka – agent Waldek
- Marian Krawczyk – nadinspektor Dowbój
- Robert Talarczyk – Buncol, kapitan CBŚ
- Irina Łaczina – Marusia
- Mieczysław Fiodorow – burmistrz
- Marek Kasprzyk – major Kompała
- Ignacy Lewandowski – kościelny Józuś
- Stanisław Biczysko – major Ryś
- Bogdan Kalus – muzyk w kościele
- Marek Cichucki – strażak
- Maria Mamona – matka Mariana Cielęckiego
- Adam Biedrzycki – kierowca
- Piotr Damulewicz – pop Wasyl
- Stanisław Melski – pułkownik Skurski
- Antoni Barłowski – człowiek w kasku

## Fabuła

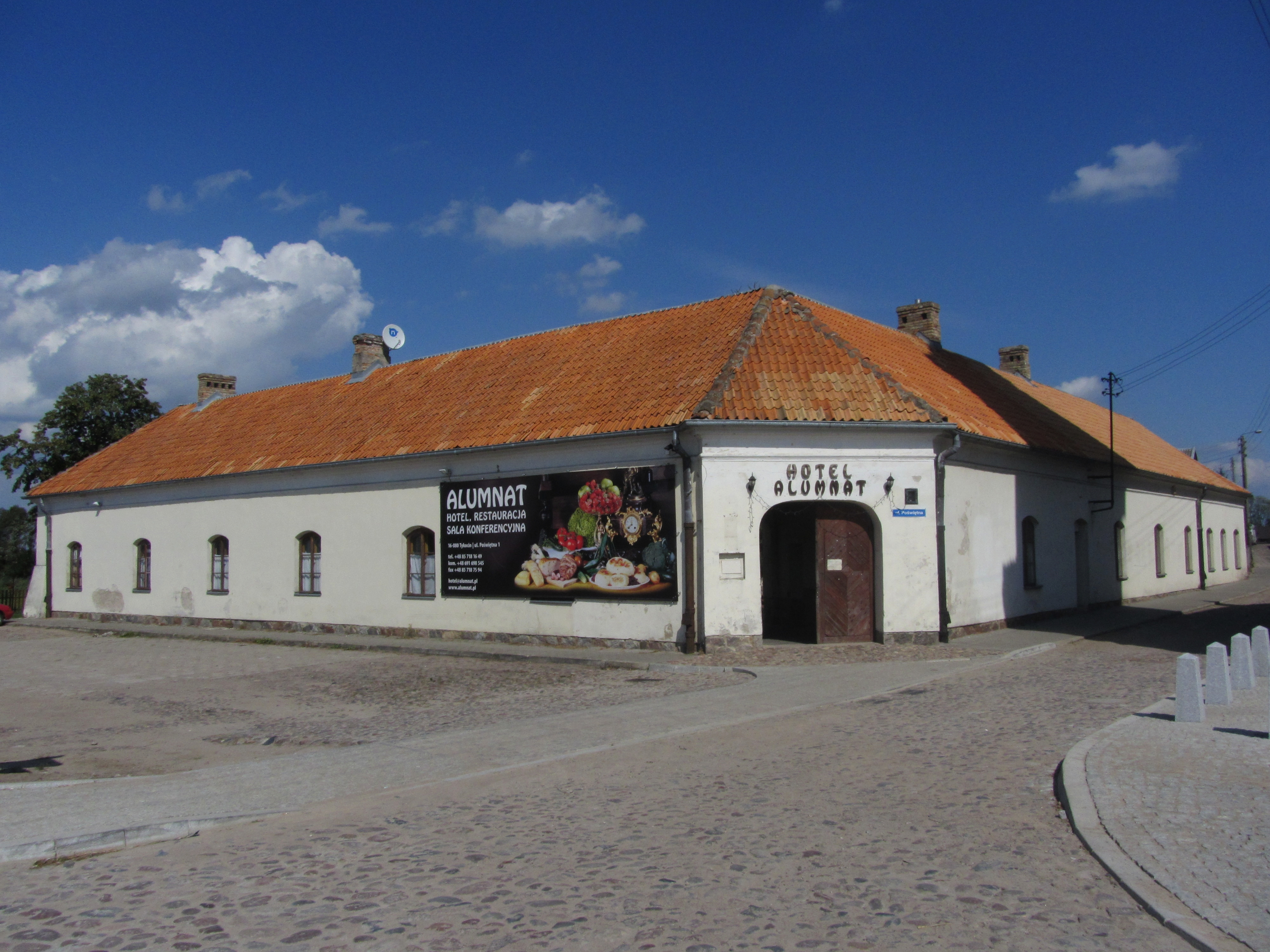
Filmowa gospoda zlokalizowana w Tykocinie, w której pracuje Halinka Struzikowa

Akcja rozgrywa się na prowincji, w pozornie spokojnej, idyllicznej miejscowości Królowy Most, dokąd agenci CBŚ przywożą gangstera Józefa Czaplę, świadka koronnego w procesie przeciwko mafii. W ramach ochrony świadków zmieniono mu nazwisko i adres: teraz dla niepoznaki Czapla, znany wcześniej pod pseudonimem Żuraw, nazywa się Jerzy Bocian i zamieszkuje w wynajętej dla niego willi. Szczegóły sprawy zna tylko komendant policji, który zresztą boryka się jeszcze z wieloma innymi kłopotami: brakuje mu podwładnych, choć właśnie jeden dostał przydział do Królowego Mostu, nie może też znaleźć męża dla swej córki Luśki, która ma nieślubnego potomka. Rozpoczyna się klasyczna komedia pomyłek, w której bohaterowie stawiani są przed coraz to nowymi i nieoczekiwanymi wyzwaniami. W małej mieścinie dojdzie do porachunków gangsterskich, różnie zakończonych prób robienia wielkich interesów, nowych związków.